# 约翰内斯·维罗莱宁
约翰内斯·维罗莱宁（芬蘭語：Johannes Virolainen，1914年1月31日—2000年12月11日），芬兰政治家及第30任芬兰总理。他所属的党派为农业联盟（后来改名为芬兰中间党)。